# CP série 2500
La série 2500 est une ancienne série de locomotives électriques des chemins de fer portugais, les CP. Elles sont aujourd'hui toutes radiées, la 2501 est sauvegardée dans un musée.

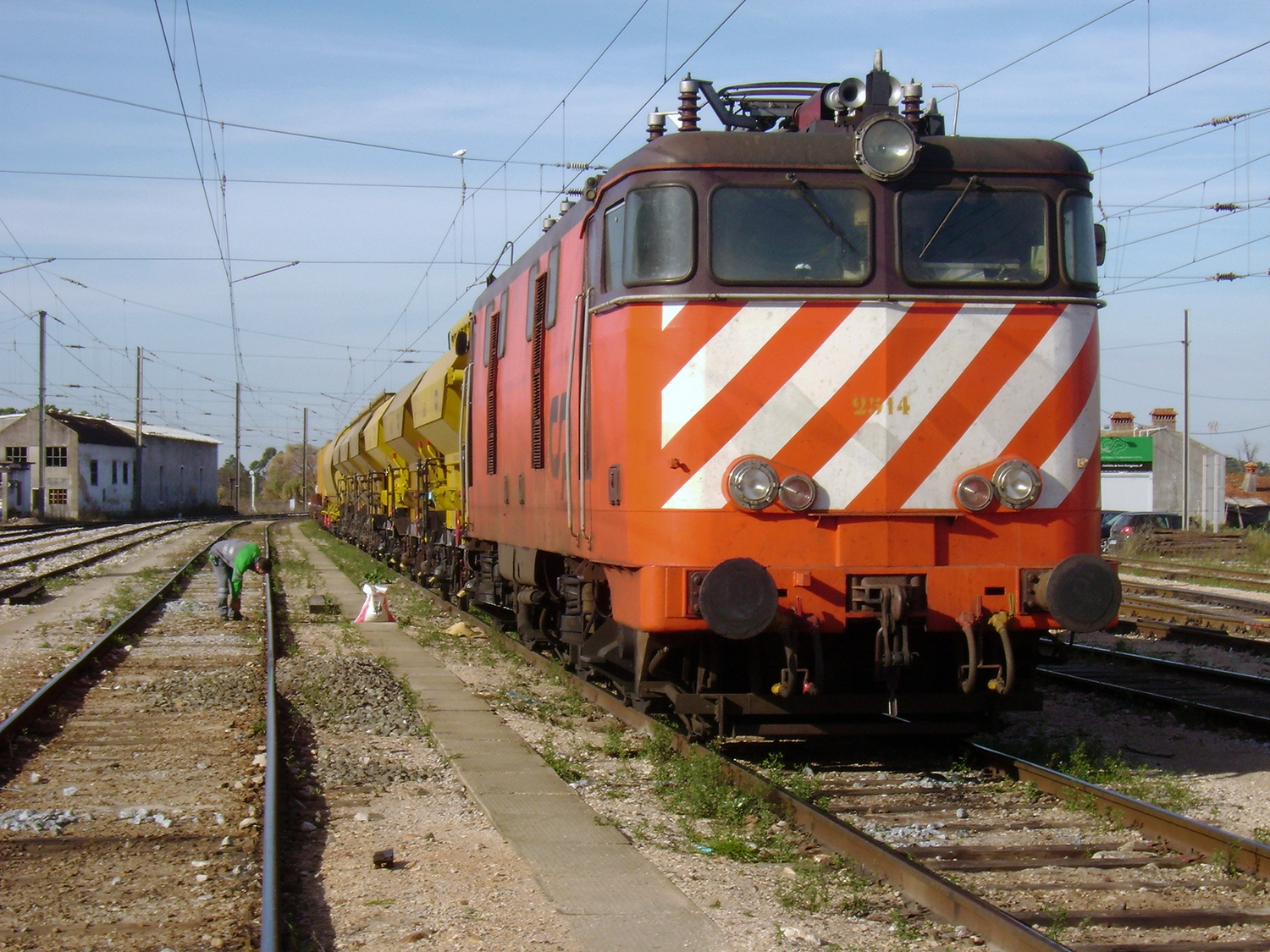
la 2514, vue de face.
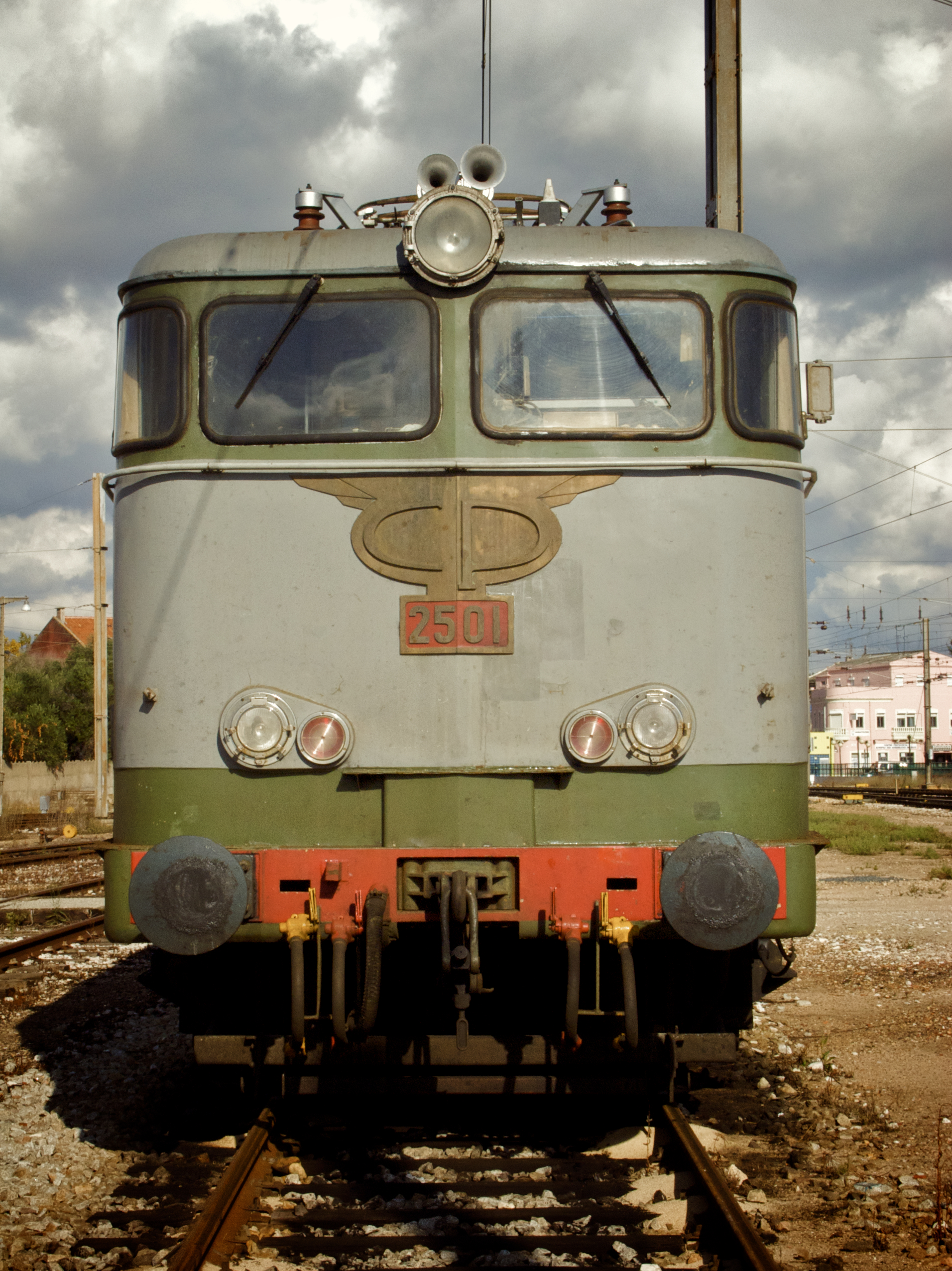
La 2501...
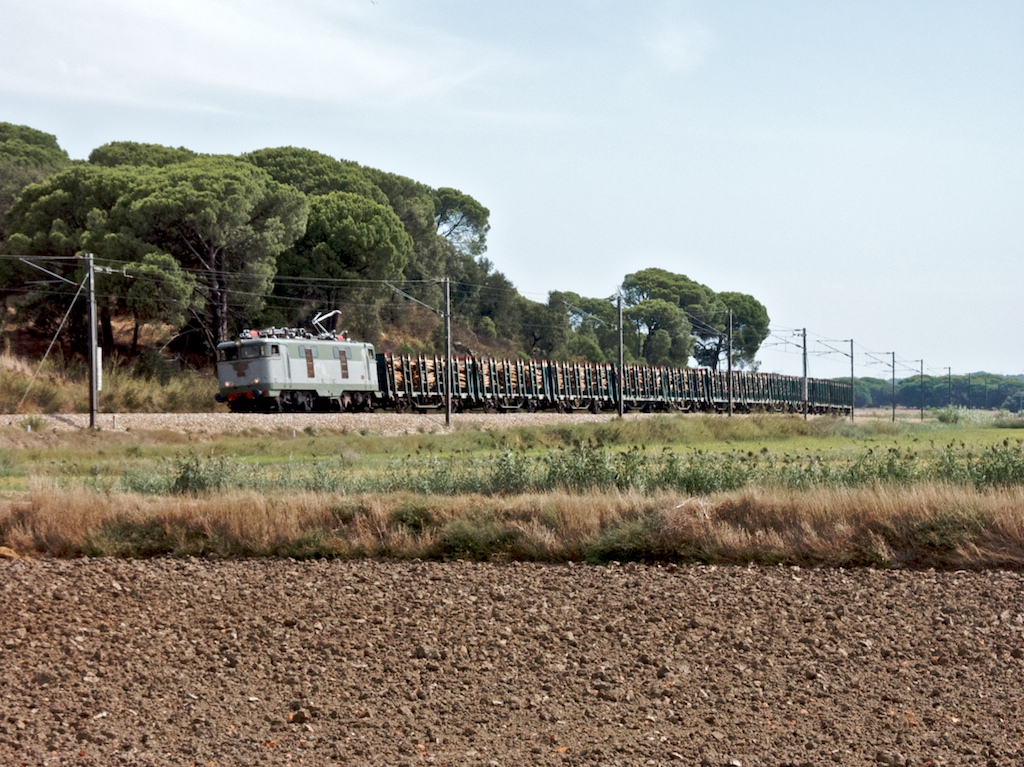
restaurée en livrée d'origine.
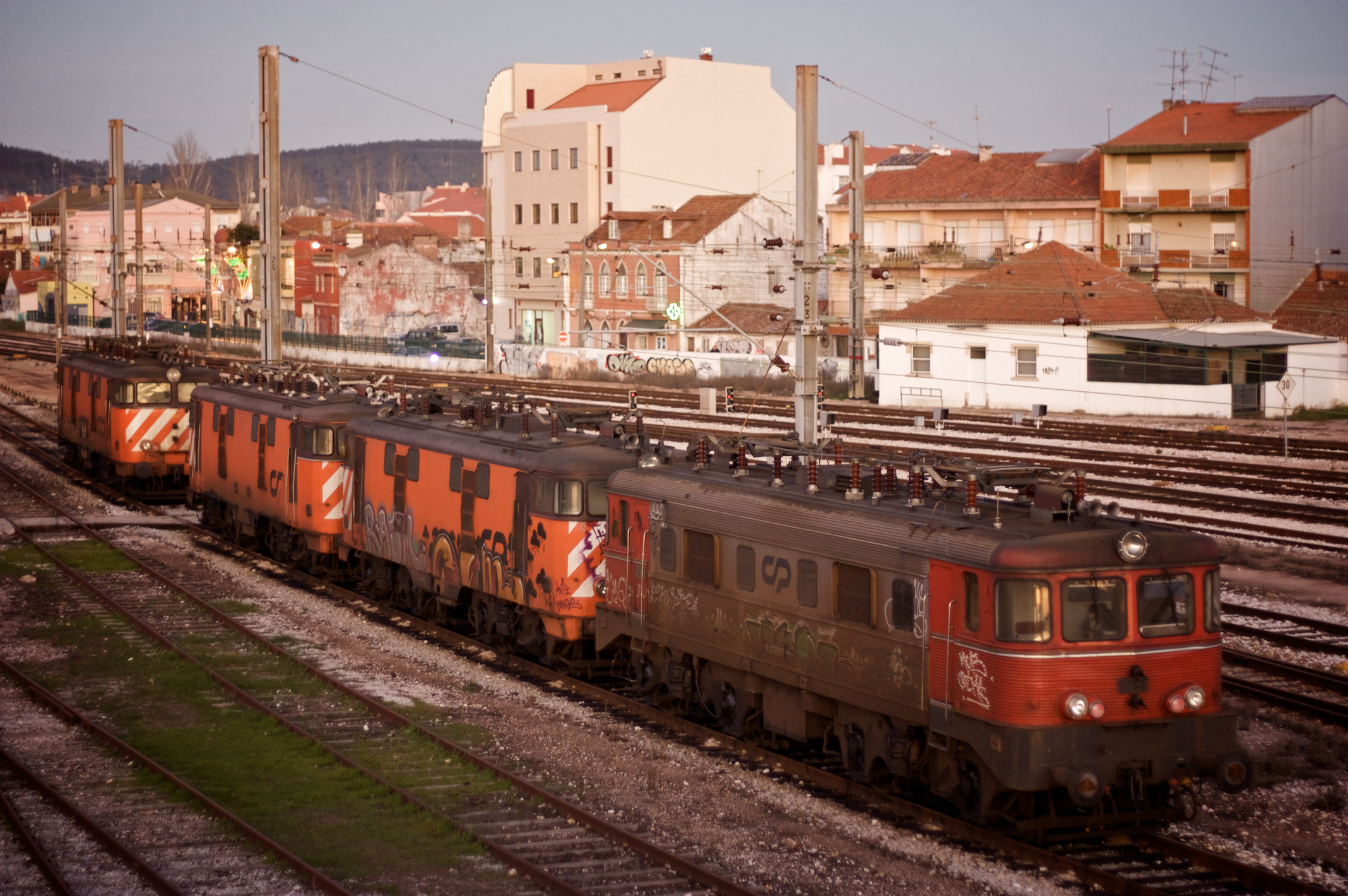
Une locomotive série 2550 et trois séries 2500.